# Palacio del Parlamento del Delfinado
El palacio del Parlamento del Delfinado (en francés: Palais du Parlement du Dauphin) es un edificio histórico que data, en su parte más antigua, del final del siglo XV. Sede del Parlamento del Delfinado hasta la Revolución, después palacio de justicia hasta el año 2002, se encuentra la plaza de Saint-André de Grenoble.
En su arquitectura, mezcla de estilos gótico flamígero, Luis XII, segundo Renacimiento y neorrenacentista, el palacio presenta decoraciones destacadas en sus antiguas salas de audiencias; en su fachada de bicolor hay varios blasones y animales esculpidos de manera elegante.
Este palacio ha sido objeto de una clasificación en el título de los monumento histórico desde 1889.

## Historia

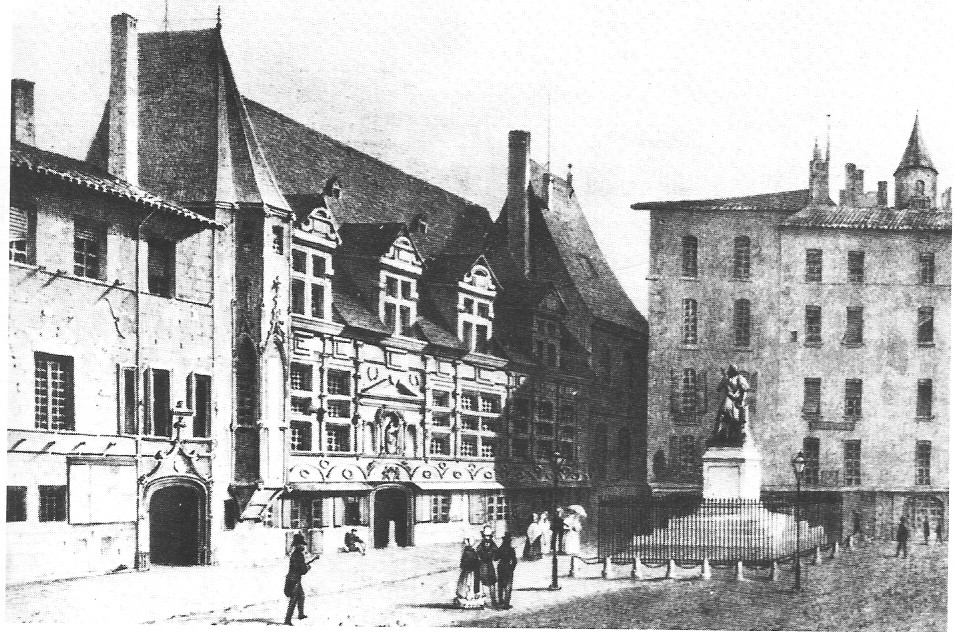
El Parlamento del Delfinado ca. 1840

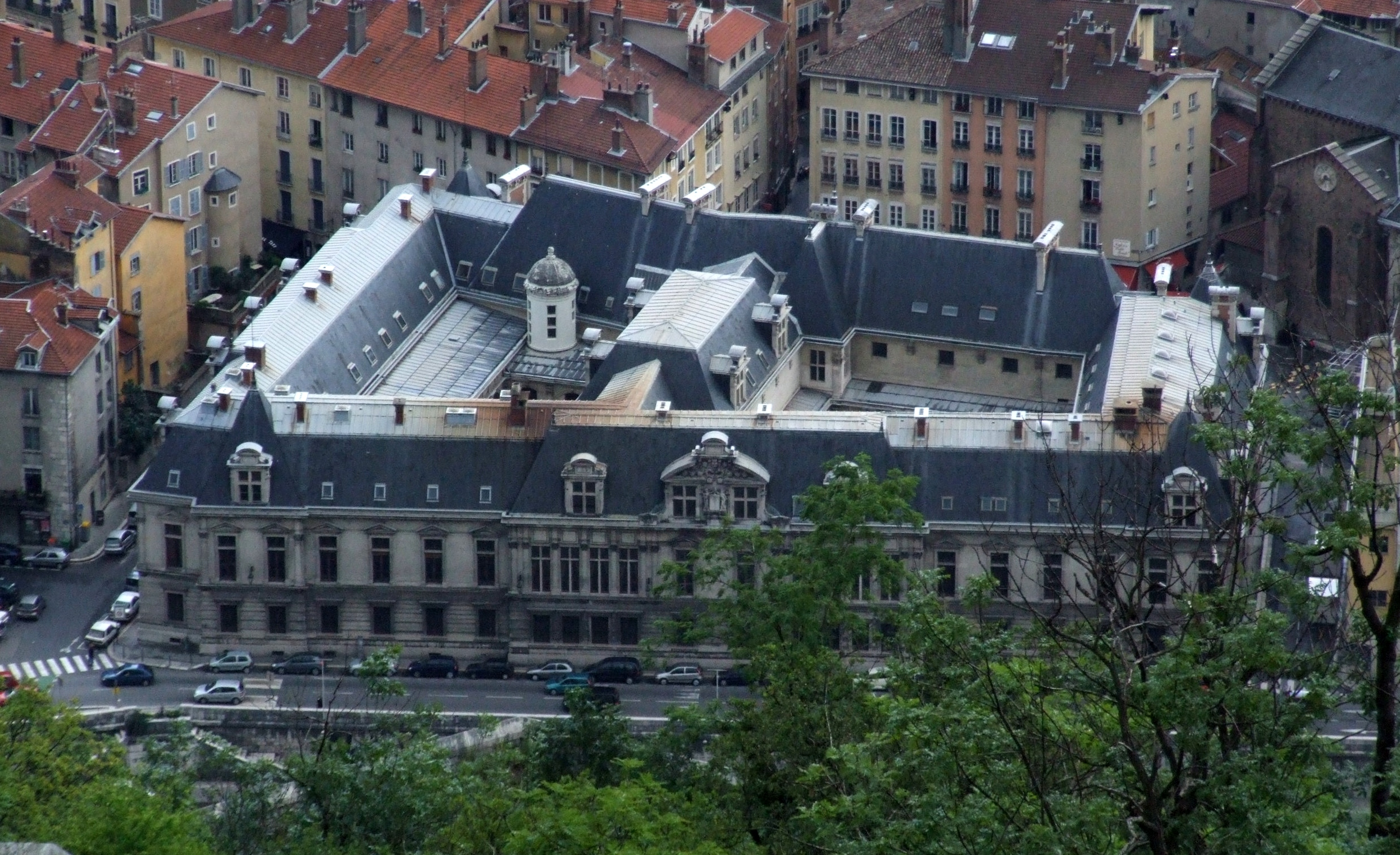
Vista aérea del edificio

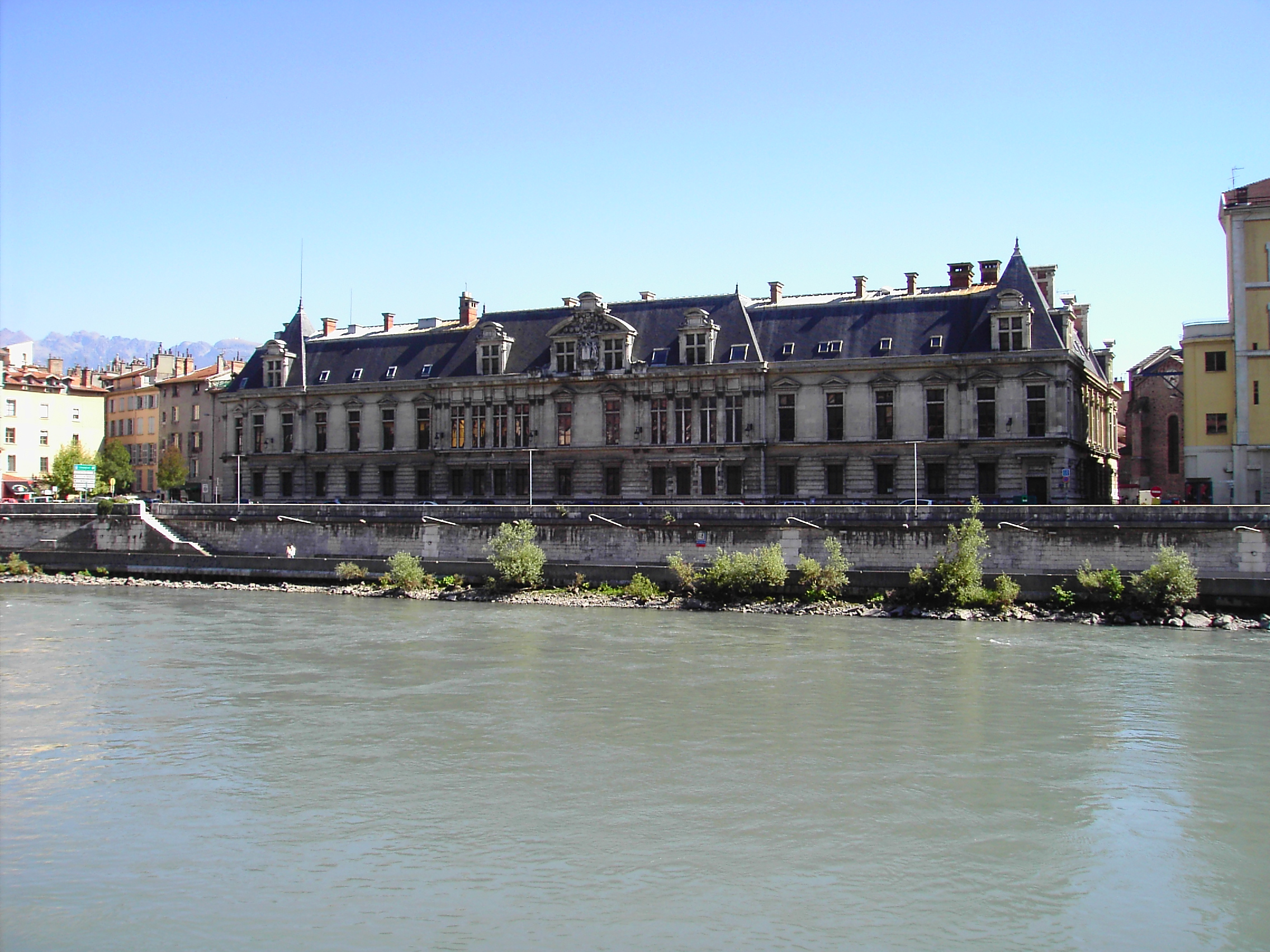
Vista del edificio frente al río

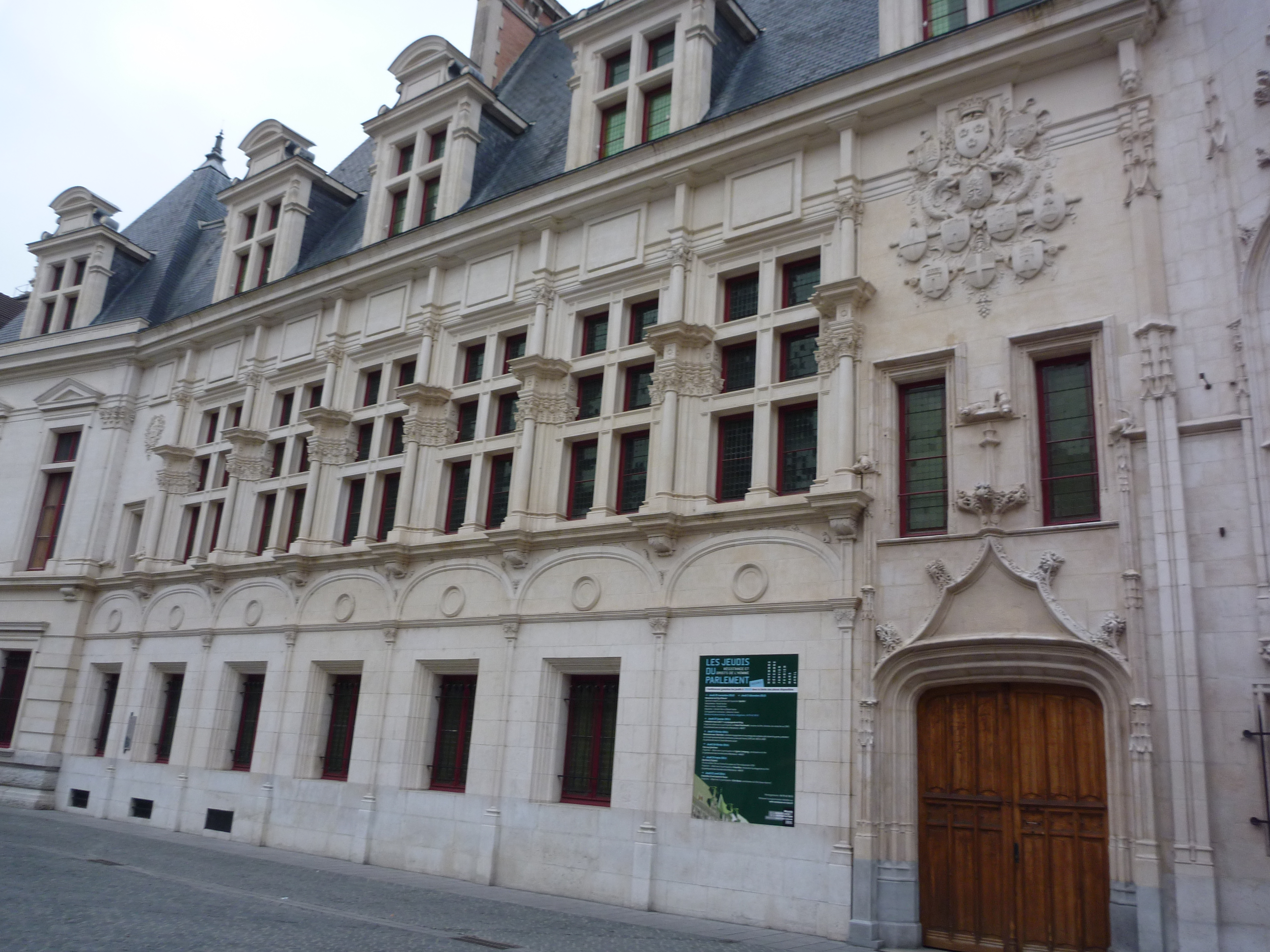
Detalle de la fachada

En 1453, el rey Louis XI transformó el Consejo delfinal creado en 1337 por Humbert II, en un tribunal soberano de justicia llamado Parlamento del Delfinado. Fue el tercer Parlamento establecido en Francia, después de los de París y de Toulouse
Le dio a Grenoble un activo valioso y le permitió establecer el papel de la ciudad como capital de provincia. De hecho, en la Francia de antes de 1789, la presencia de un parlamento aseguraba a la ciudad una dignidad especial y beneficios evidentes.
En 1478, se decidió alojarlo dignamente en la plaza Saint-André en la proximidad inmediata del palacio delfinal que albergaba hasta entonces el Consejo Delfinal. Pero las obras de las partes más antiguas (en el centro mirando la fachada) no comenzaron hasta alrededor de 1500, bajo Luis XII. Construido en piedra blanca cremosa de la cantera del Echaillon, esta parte, típica del estilo gótico flamígero de estilo Luis XII, comprende el absidiolo en proyección de una capilla. Fue en esa época en la que se tallaron las boiseries de Paul Jude a partir de 1521 en la sala del parlamento. El palacio se detuvo entonces en la puerta de la izquierda después de la capilla gótica, y colindaba con una prisión de la que salían los acusados para juzgarlos. Estos últimos podían conmover a los transeúntes por los tragaluces y pedir limosna.
El palacio fue ampliado una vez en 1539 durante el reinado de Francisco I, y luego otra segunda vez en 1562 bajo el reinado de Carlos IX. Esta parte, a la derecha mirando la fachada, está construida en piedra caliza gris azulada del Fontanil. El arquitecto y magistrado Pierre Bucher contribuyó a ello en particular.
La decoración interior del palacio continuó durante el siglo XVI e incluso en el siglo XVII, incluidos los suntuosos gabinetes en madera tallada. La decoración interior está en consonancia con el estilo flamígero de las fachadas. Bajo Louis XIV, dos o tres hermosos techos se agregaron a la decoración.
Otra joya, el salón azul, llamado así por sus tapicerías. Aquí fue desencadenado ka Journée des Tuiles (Día de los Azulejos) 7 de junio de 1788, el primer evento de la revolución delfinal en reacción a la decisión del rey de reformar el Parlamento con el fin de reducir su poder. Bajo la presión de una gran multitud gritando  «Vive le parlement» ('Viva el Parlamento'), los magistrados del delfinado fueron llevados del Hôtel de la Première présidence al palacio del Parlamento con el fin de abrir de nuevo las puertas condenadas unas horas antes por los soldados del Rey y forzadas para reanudar sus actividades.
En 1890, se decidió triplicar la superficie del palacio; los arquitectos Daumas y Riondel construyeron luego en el lugar de la prisión y en el barrio del Isère, un edificio bien conectado con el antiguo y con el que se integra. La piedra es una piedra caliza del Échaillon, de color ocre claro. Esta extensión fue inaugurada el 4 de agosto de 1897 por el presidente Félix Faure, al mismo tiempo que la fuente de las tres órdenes de la plaza Notre-Dame.

## La vía judicial

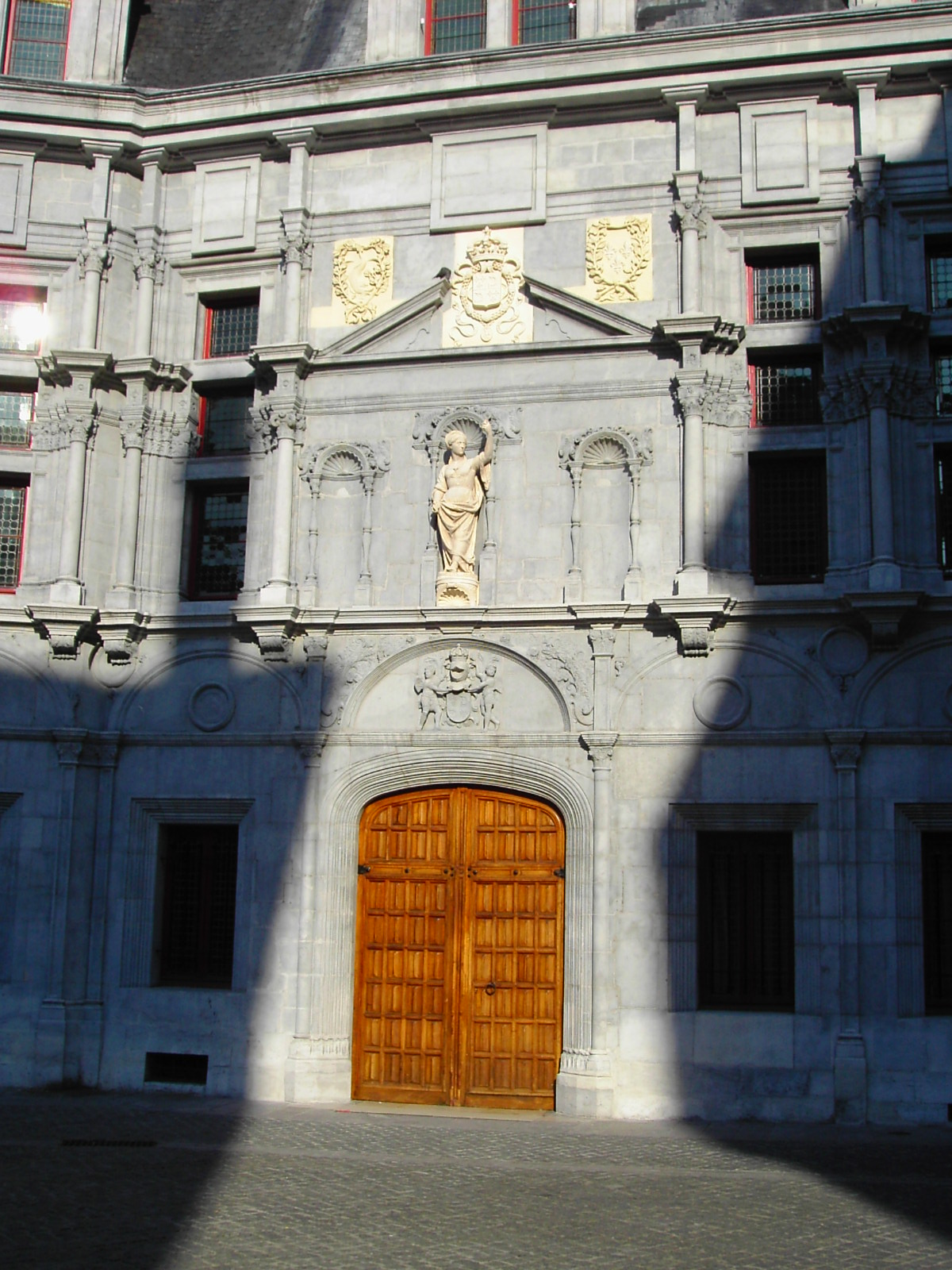
Entrada del Palacio

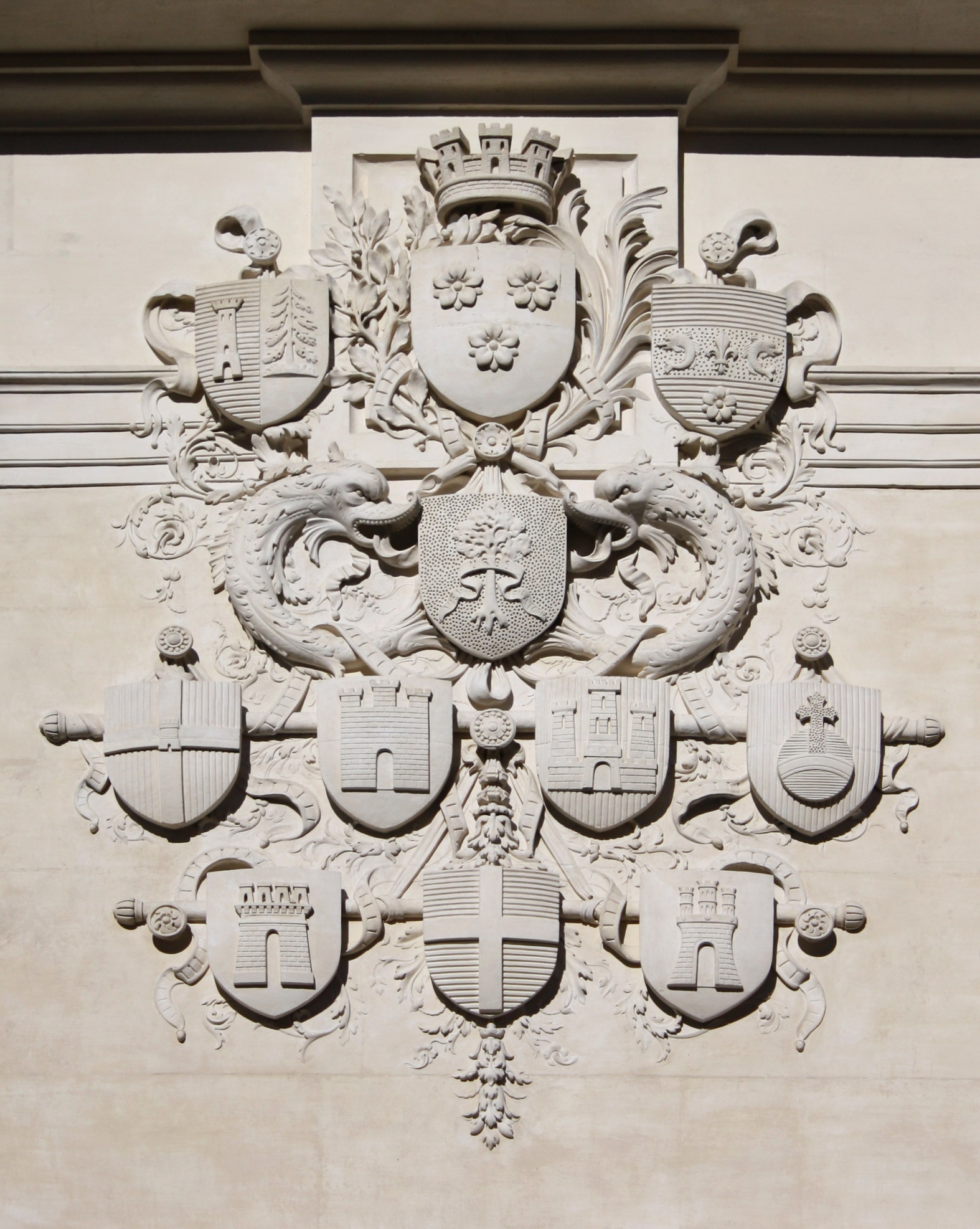
Blasones sobre la fachada

Gentes de leyes y funcionarios se multiplicaron, los litigantes afluían. Por su riqueza, su cultura, su actividad, los parlamentarios animaron la vida de la sociedad. Compuesto por magistrados de Grenoble, o al menos del Delfinado, el parlamento de Grenoble iba a destacar por su preocupación por defender lo que quedaba de las libertades y por su resistencia a los impuestos reales y contribuir, sin ser revolucionario, a la agitación de donde iba a salir la Revolución Francesa. En total, la jurisdicción del parlamento consistió en 608 189 justiciables en 1763 y 766 702 en 1790.
Se convirtió en órgano de oposición, así como en corte de justicia, que se enfrentó constantemente a los que representaban al rey en Grenoble: el gobernador y, sobre todo, a partir de mediados del siglo XVII, ael intendente. En ese conflicto permanente que, en el siglo XVIII oponía los parlamentos al gobierno, el de Grenoble se distinguía a menudo por una férrea defensa de los derechos de los contribuyentes y una hostilidad virulenta a los representantes de la autoridad.
En la revolución, las provincias fueron divididas en 83 departamentos y el Parlamento del Delfinado, como todos los demás, se disolvió y se convirtió en juzgado. Permanecerá activo hasta 2002.

## Un proceso destacable
El caso Nobilibus fue notable por su duración. Un fraile franciscano de origen italiano, Francesco Nobilibus, fue acusado de brujería en marzo de 1604 por haber recurrido al ocultismo y a la astrología.
Sometido a 230 sesiones de interrogatorio, detenido durante más de dos años en la conserjería del palacio, el infortunado fue convencido de que quería hechizar al teniente general del Dauphiné, François de Bonne a quien se presentó como un sanador. El tribunal tomó la decisión el 14 de agosto de 1606. El presunto brujo fue condenado a colgar en la plaza del Breuil (actual plaza Grenette) y su cuerpo entregado a las llamas.

## Actualmente
La actividad del tribunal se transfirió definitivamente en septiembre de 2002 al distrito de Europole.
Actualmente propiedad del Consejo General del Isère, este edificio de 7923 m² fue objeto de un proyecto de renovación para destinarlos a actividades comerciales, patrimoniales, universitarias y turísticas.
Siempre llamado erróneamente palacio delfinal, el palacio del Parlamento del Delfinado es visitable durante las jornadas del patrimonio y sirve como lugar de exposición para otras instituciones. Fue por primera vez en 2008 una de las sedes del «Festival justice et cinéma» que se celebra en noviembre.

## Films
En 2000, una escena del film Un crime au Paradis fue filmada en el interior del palacio.

## Galería de imágenes

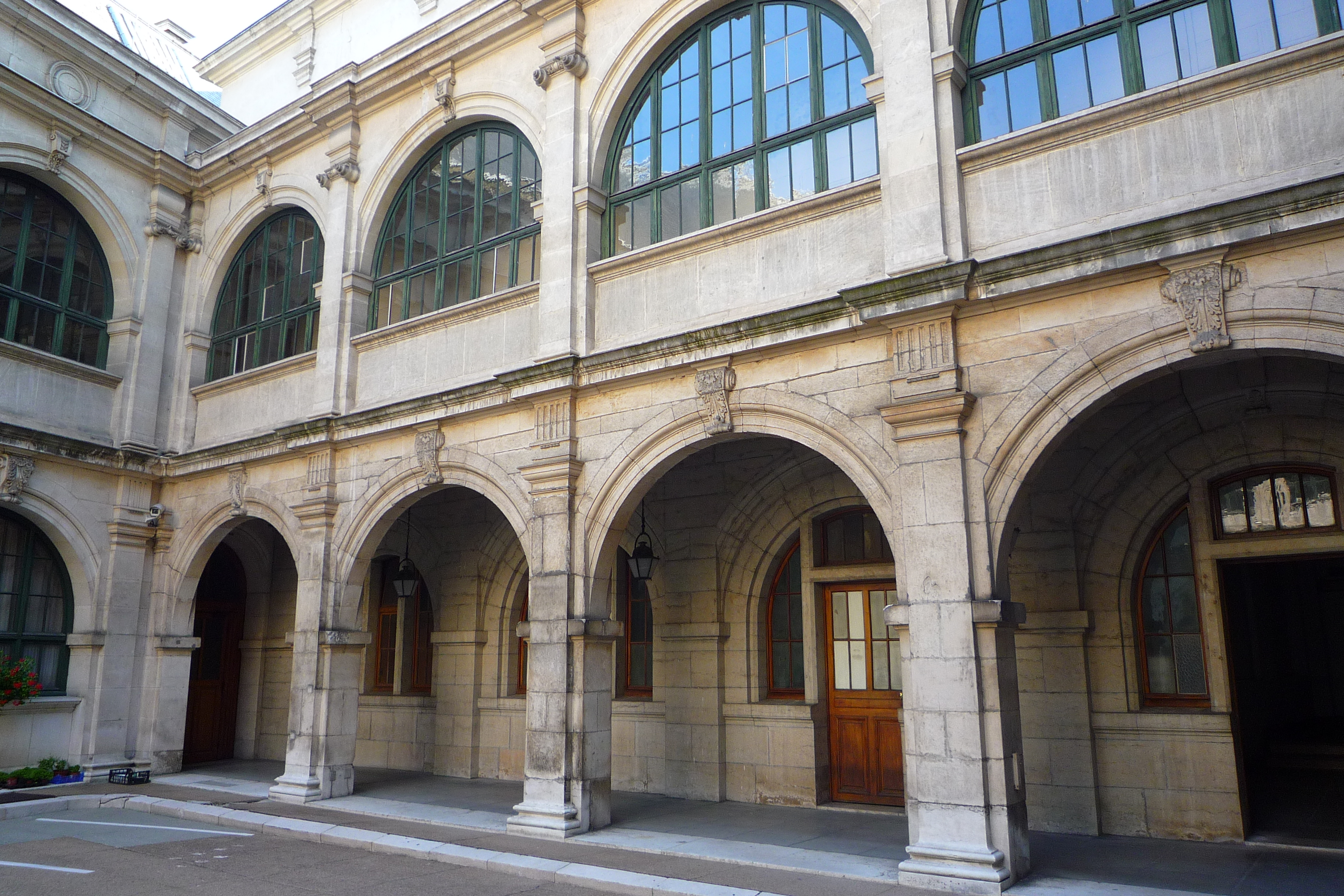
Patio interior
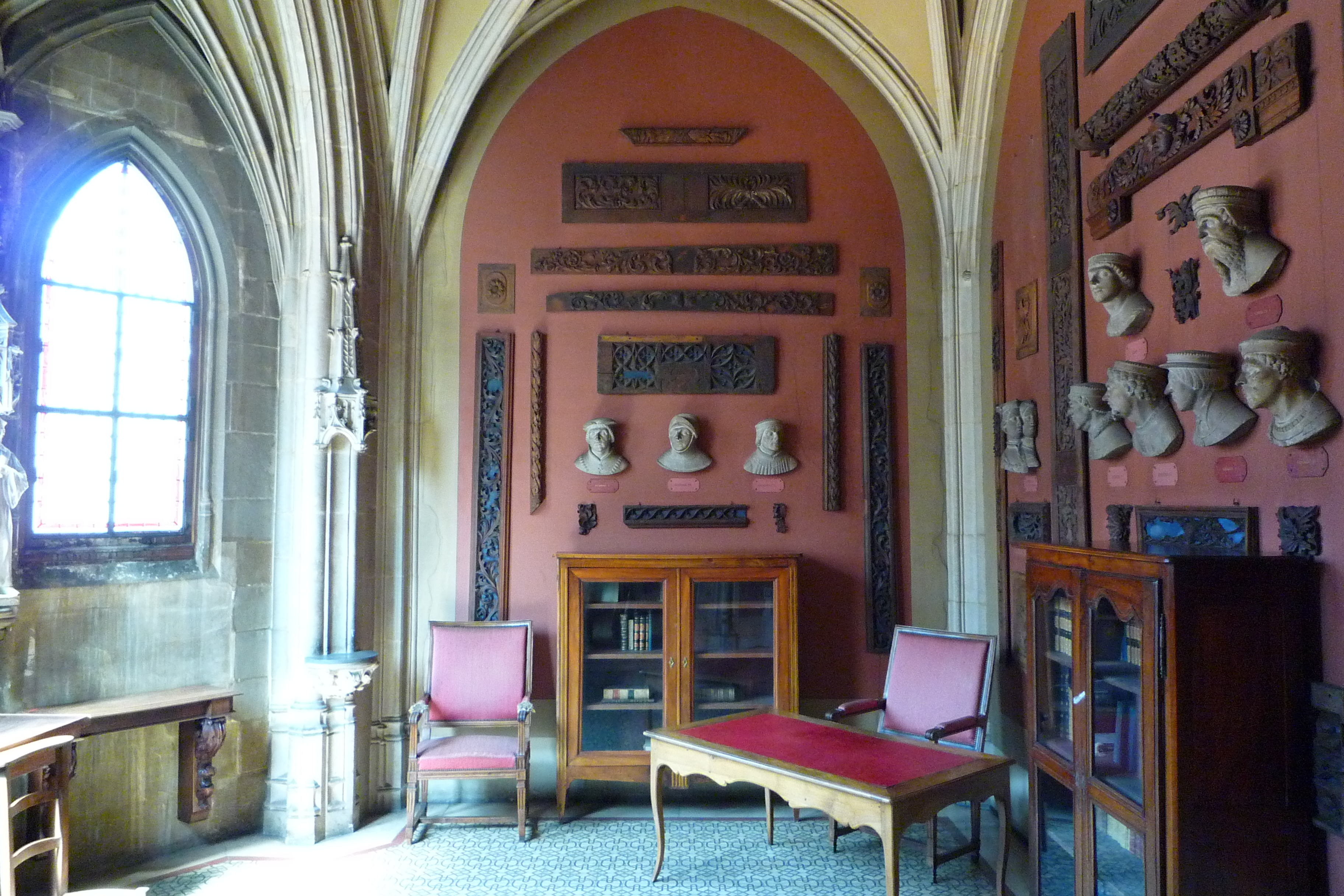
Capilla de los delfines de antes 1349
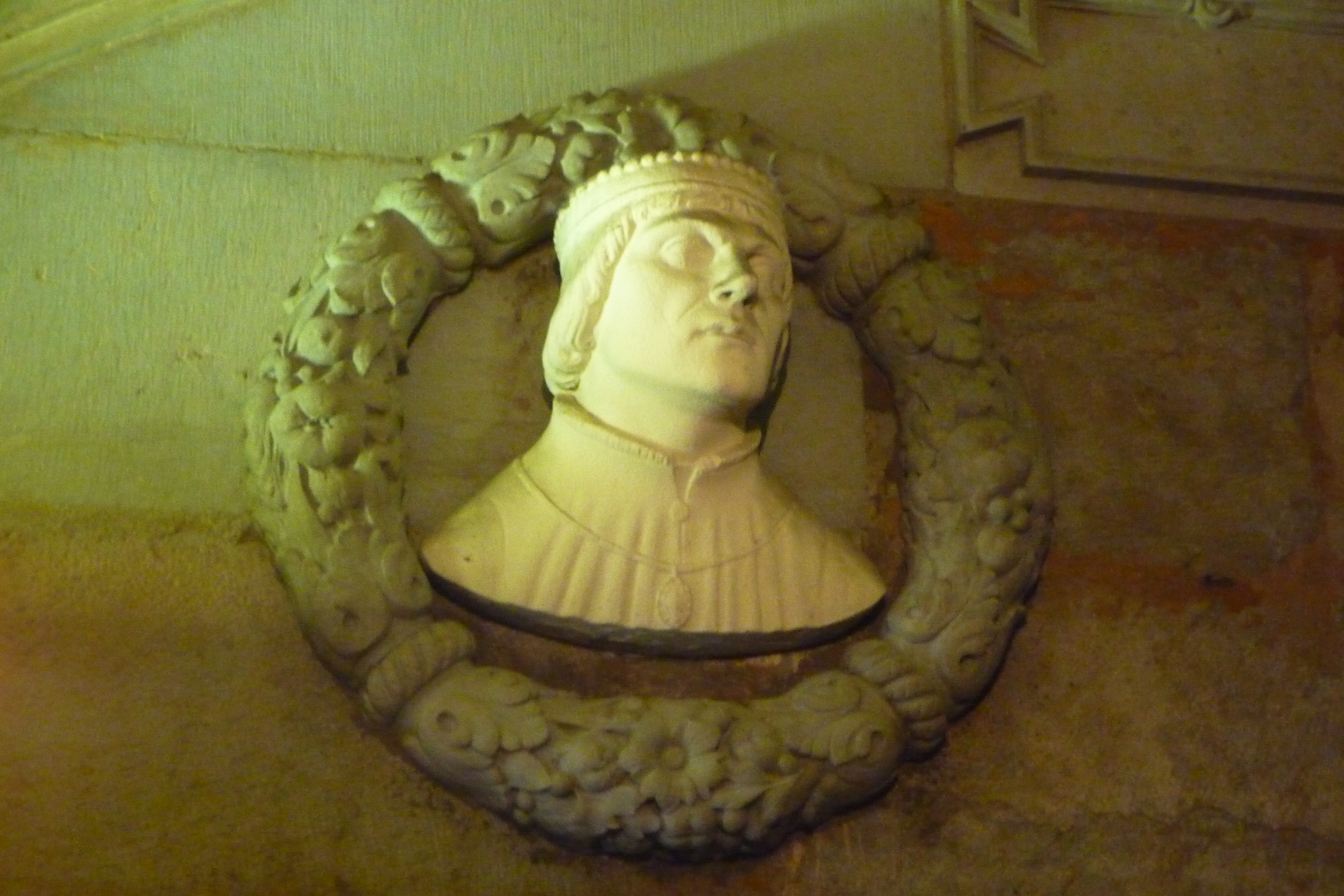
le dauphin Humbert II
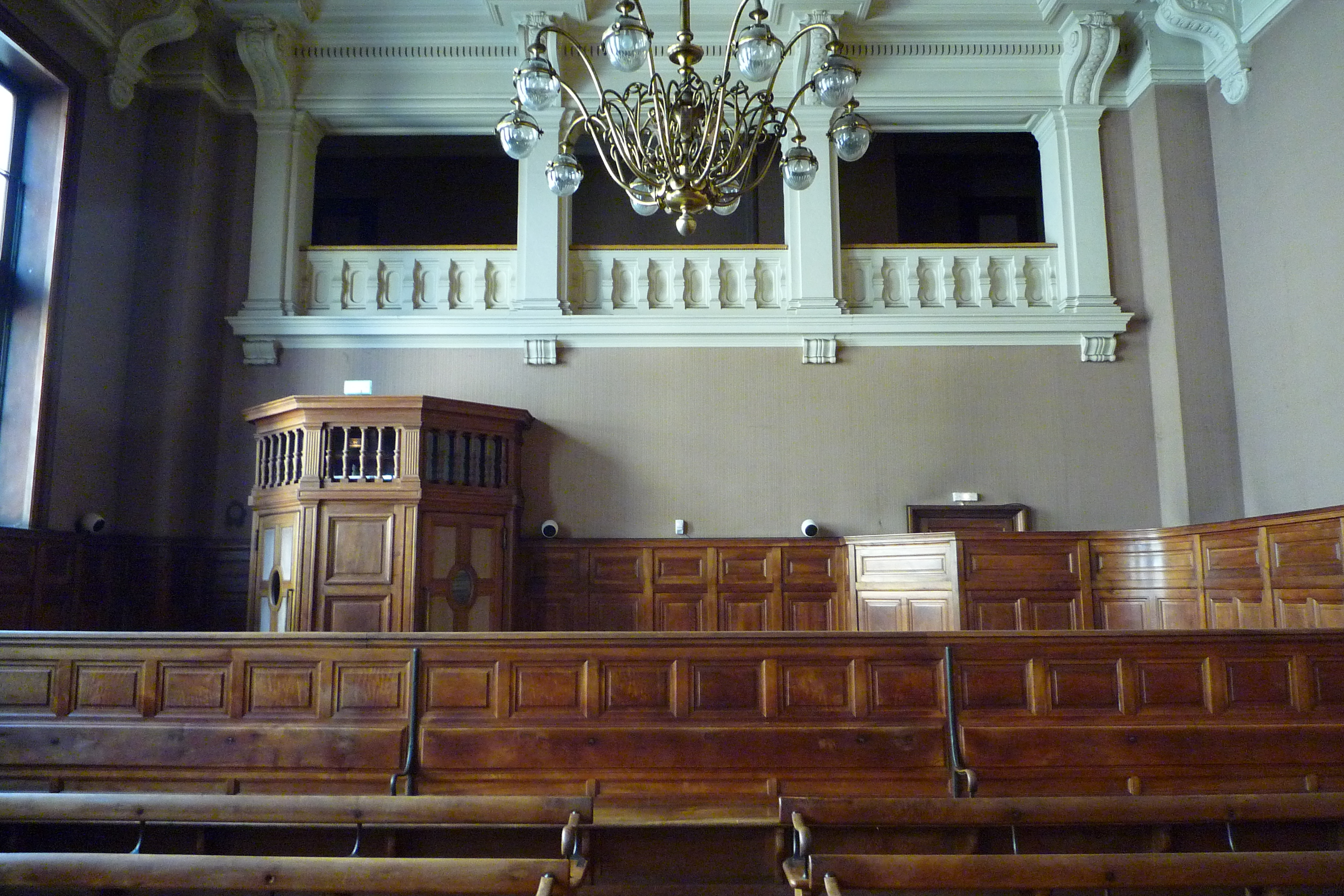
Fondo corte de apelaciones
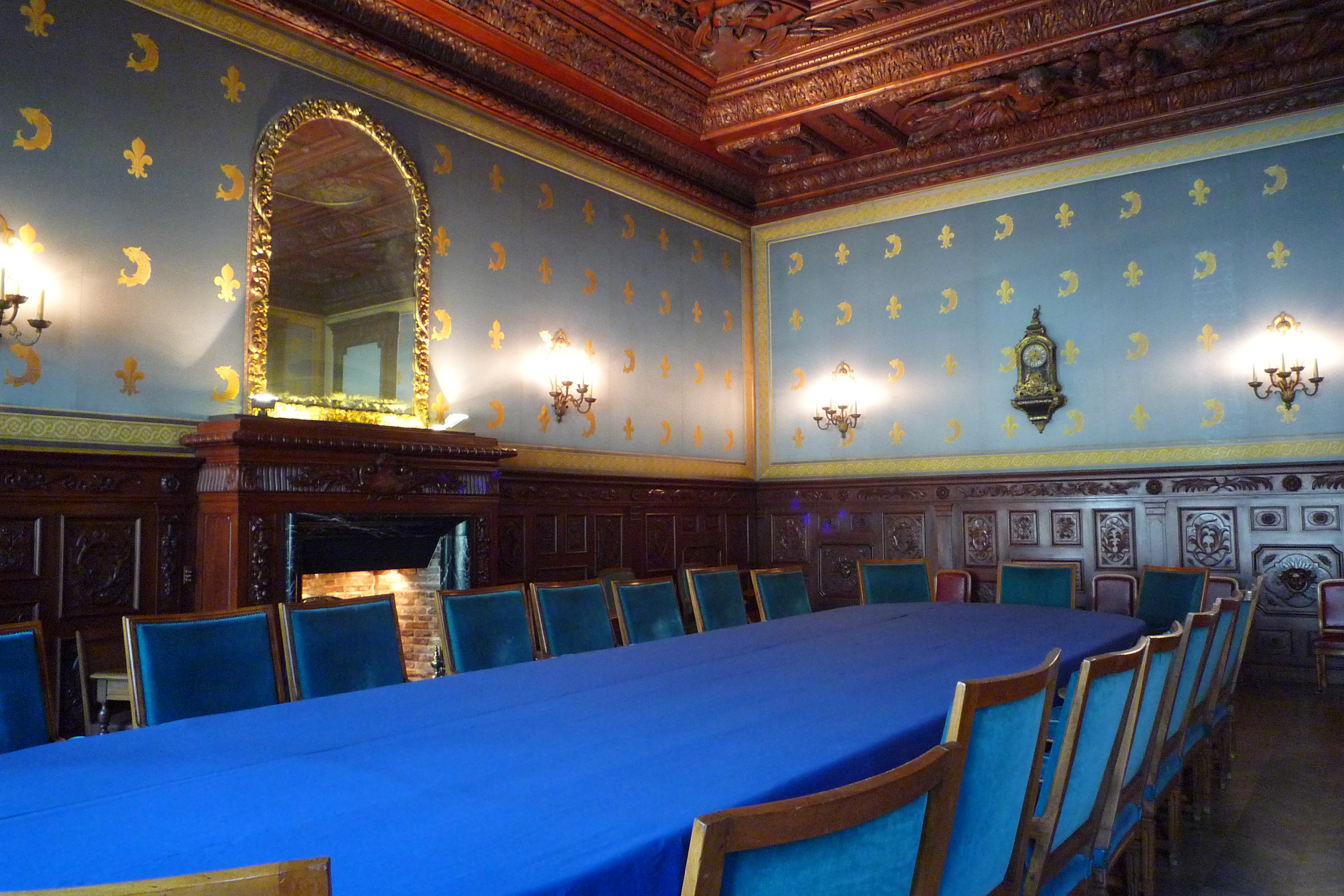
Salón azul
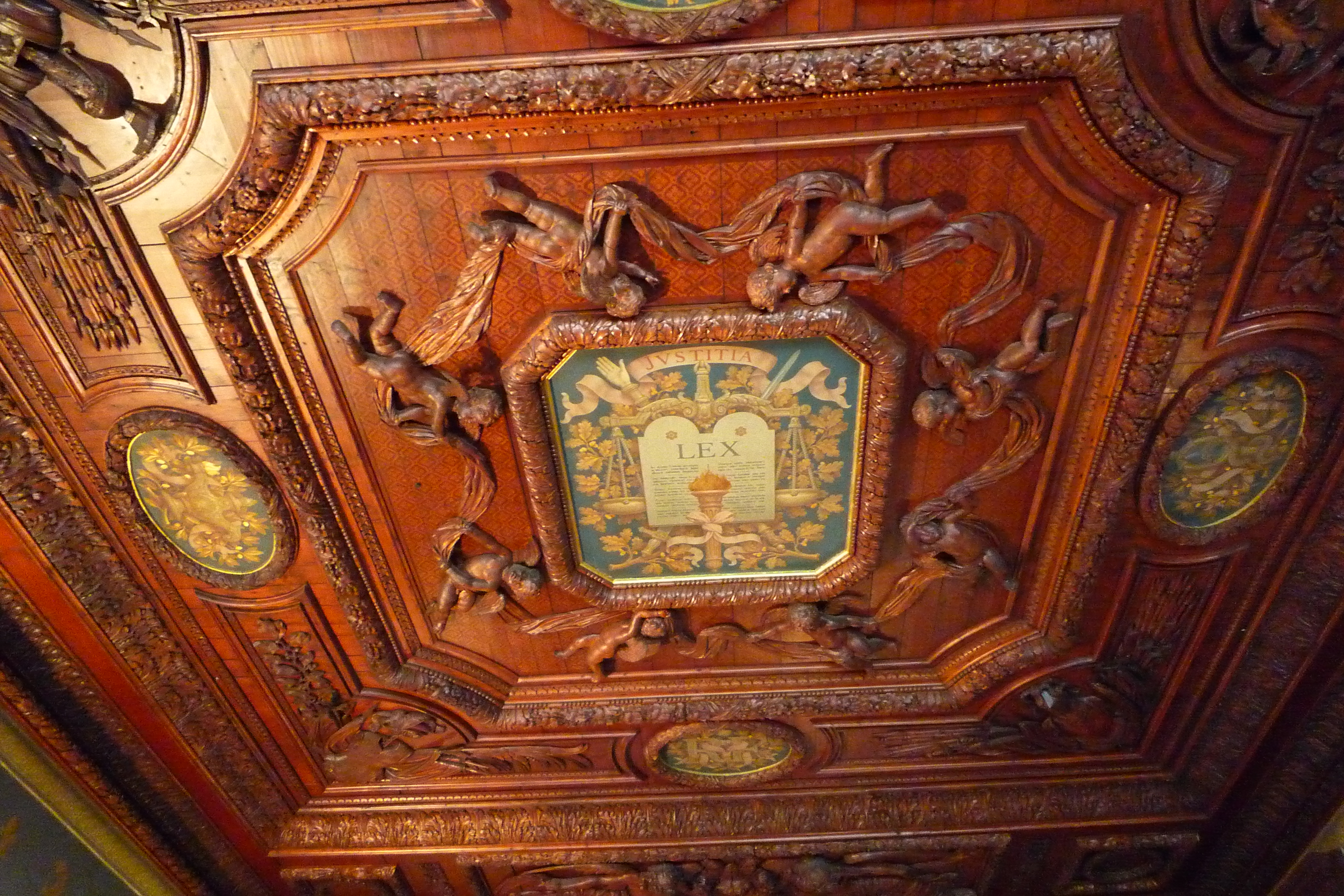
Techo salón azul
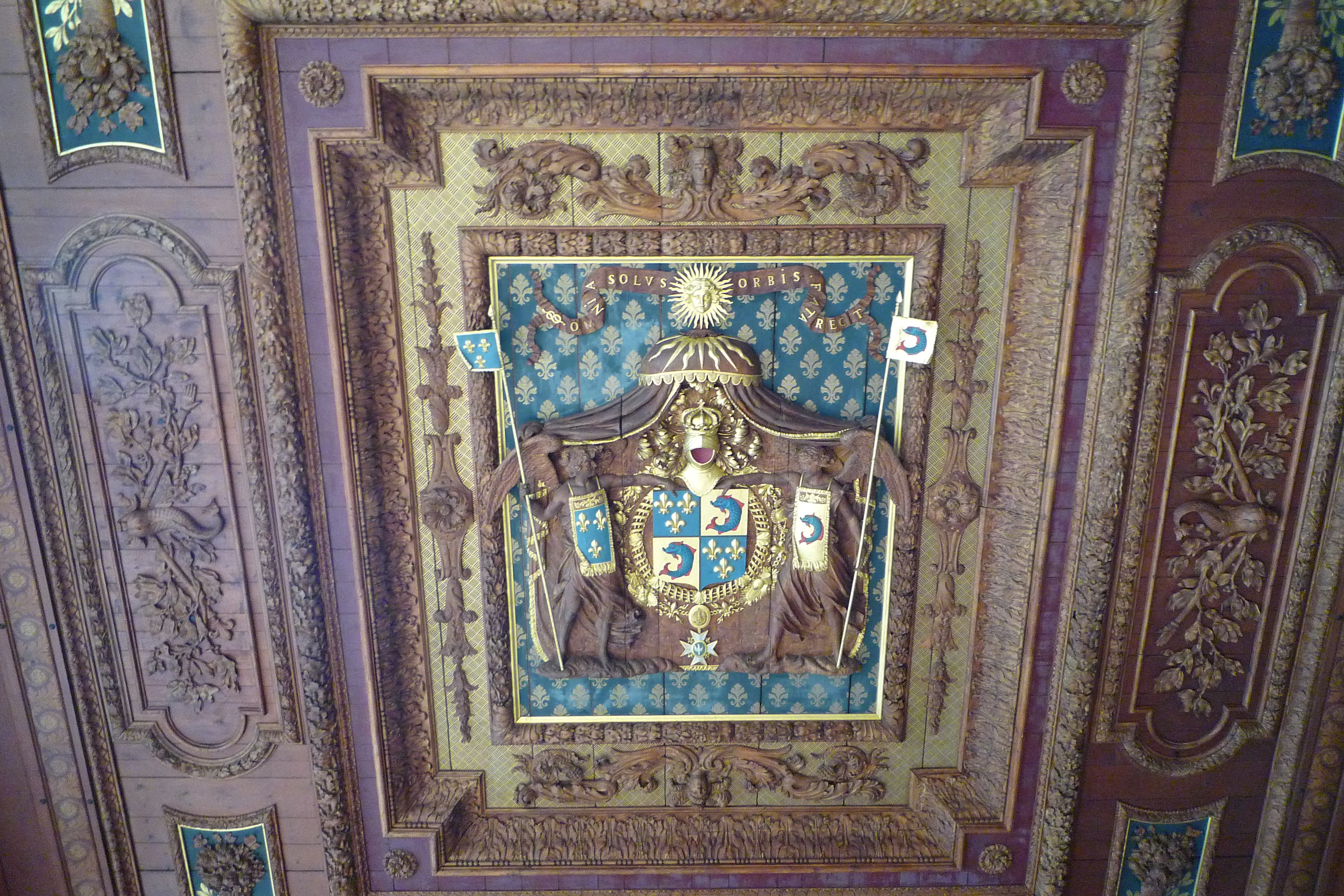
Techo salón azul
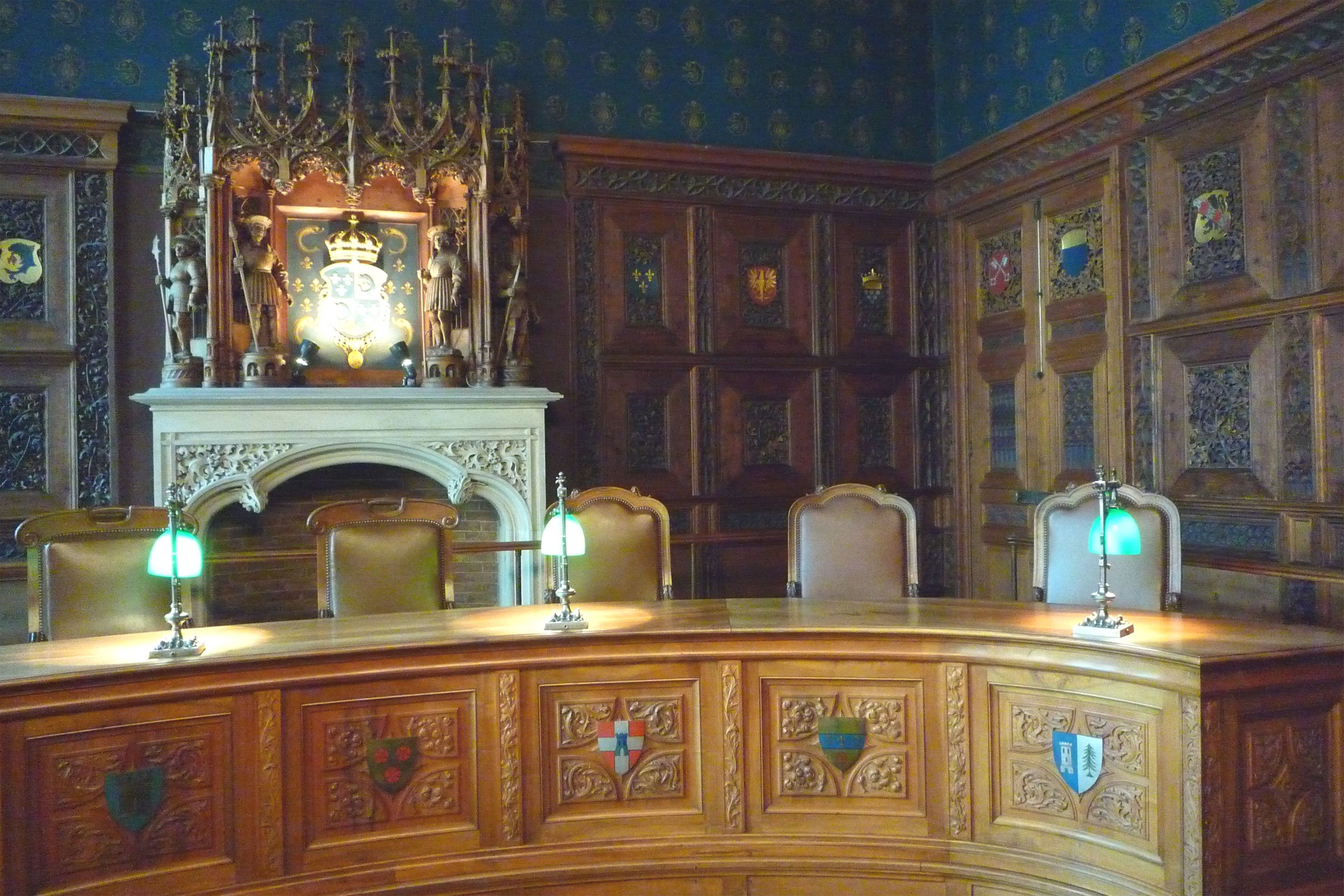
Sala del parlamento
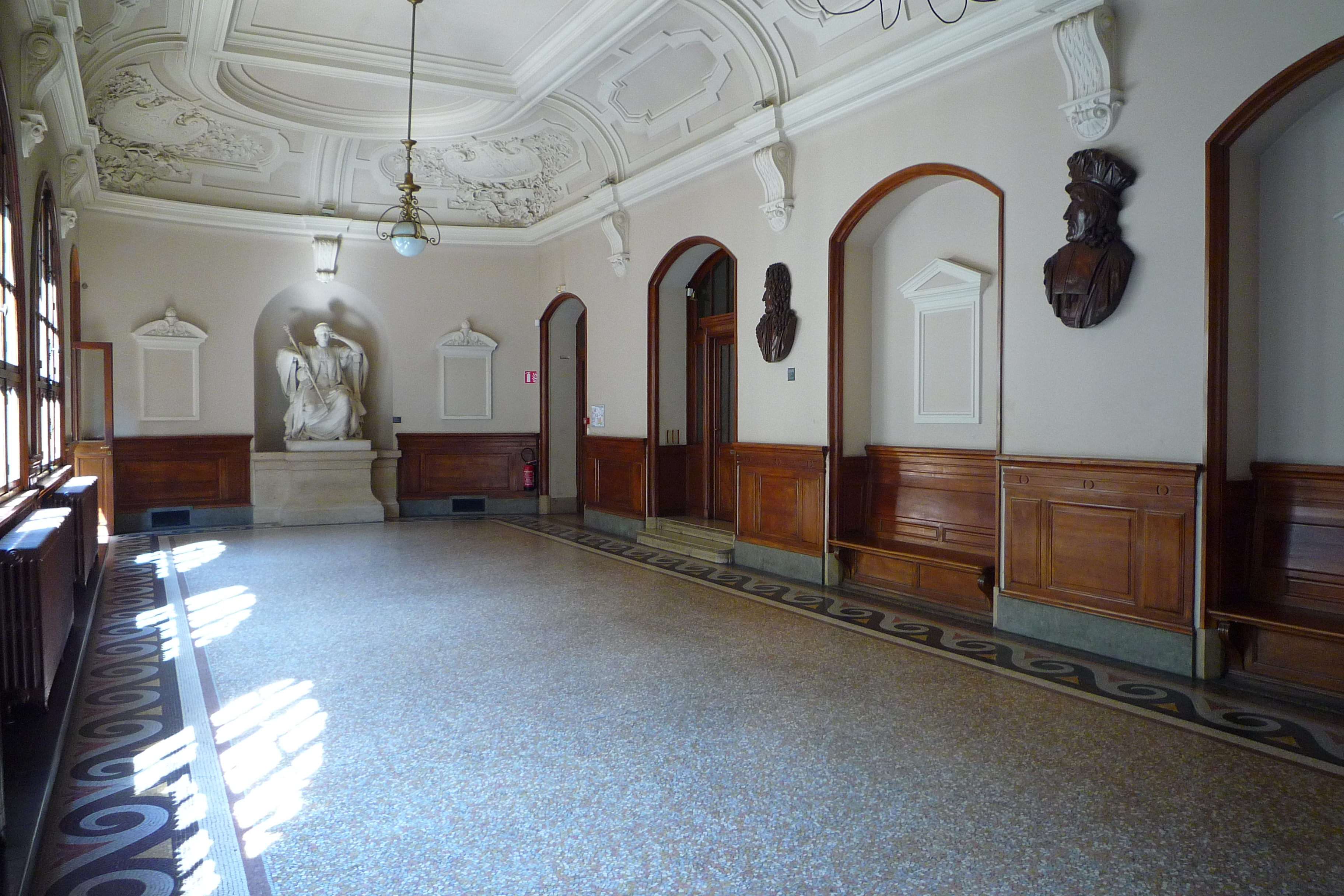
Sala de los pasos perdidos